# Usheoritse Itsekiri
 Usheoritse Itsekiri (Sapele, 31 januari 1998) is een Nigeriaans sprinter. Hij nam eenmaal deel aan de Olympische Zomerspelen.

## Biografie
In 2021 kon Itsekiri zich plaatsen voor de 100 meter op de Olympische Zomerspelen van Tokio. In een tijd van 10,15 s kon Itsekiri zich plaatsen voor de halve finale van de 100 meter. In zijn halve finale eindigde hij op een zevende plaats in een tijd 10,29 s, maar hij kon zich niet plaatsen voor de finale.

## Persoonlijke records
Outdoor
| Onderdeel | Prestatie | Datum            | Plaats   |
| --------- | --------- | ---------------- | -------- |
| 100 m     | 10,02 s   | 27 augustus 2019 | Rabat    |
| 200 m     | 20,53 s   | 13 juli 2019     | Kortrijk |

## Palmares

### 100 m
- 2018:  Afrikaanse Spelen - 10,02 s
- 2019: 7e in de reeksen WK - 10,46 s
- 2021: 7e in halve finale OS - 10,29 s

### 4x100 m
- 2018: DSQ finale Gemenebestspelen
- 2019:  Afrikaanse Spelen - 38,59 s
- 2019: DSQ in de reeksen WK